# Série diagonale
Pour les articles homonymes, voir Série et Diagonale (homonymie).
En mathématiques, une série diagonale est une série univariée, formelle ou convergente, obtenue à partir d'une série multivariée par extractions des coefficients diagonaux.

## Définition
Soit f une série formelle en les variables {\displaystyle x_{1},\dotsc ,x_{n}} :
{\displaystyle f=\sum _{i_{1},\dotsc ,i_{n}\geqslant 0}a_{i_{1},\dotsc ,i_{n}}x_{1}^{i_{1}}\dotsm x_{n}^{i_{n}}.}
La diagonale de f, notée {\displaystyle \operatorname {diag} (f)}, est la série univariée définie par
{\displaystyle \operatorname {diag} (f)=\sum _{i\geqslant 0}a_{i,\dotsc ,i}t^{i}.}

## Exemple
Si f est la série correspondant au développement en série de la fraction {\displaystyle {\tfrac {1}{1-x_{2}-x_{3}-x_{1}x_{2}-x_{1}x_{3}}}}, alors {\displaystyle \operatorname {diag} (f)} est la série
{\displaystyle \operatorname {diag} (f)=\sum _{n=0}^{\infty }{\binom {2n}{n}}^{2}t^{n}={\frac {2}{\pi }}K(4{\sqrt {t}}),}
où K est l'intégrale elliptique complète de première espèce.

## Propriétés

### Propriétés différentielles
Soit f une série formelle en les variables {\displaystyle x_{1},\dotsc ,x_{n}}. Le théorème de Lipshitz affirme que si f est différentiellement finie (en), alors {\displaystyle \operatorname {diag} (f)} l'est aussi. En particulier, si f est une série rationnelle alors {\displaystyle \operatorname {diag} (f)} satisfait une équation différentielle linéaire à coefficients polynomiaux.

### Théorèmes de Fürstenberg
En 1967, Hillel Furstenberg a démontré plusieurs résultats sur le lien entre les diagonales de fractions rationnelles et les séries algébriques.

Sur un corps fini, les diagonales de fractions rationnelles sont algébriques.
Soit f une fraction rationnelle en les variables {\displaystyle x_{1},\dotsc ,x_{n}} à coefficients dans un corps fini, développable en série entière. 
Alors la diagonale de f est une fonction algébrique.
Par exemple, si on considère la diagonale de {\displaystyle {\tfrac {1}{1-x_{2}-x_{3}-x_{1}x_{2}-x_{1}x_{3}}}} modulo 5, on calcule que
{\displaystyle \sum _{n=0}^{\infty }{\binom {2n}{n}}^{2}t^{n}\equiv {\frac {1}{(1-t+t^{2})^{1/4}}}\mod 5.}
Ainsi, les diagonales de fractions rationnelles à coefficients rationnels ont la propriété remarquable d'être algébriques quand on les réduit modulo un nombre premier (sauf peut-être pour un nombre fini d'entre eux, si la réduction de la fraction est impossible), même si elles ne sont pas algébriques sur ℚ.

Sur ℚ, les diagonales de fractions rationnelles bivariées sont exactement les séries univariées algébriques.